# 前橋教会

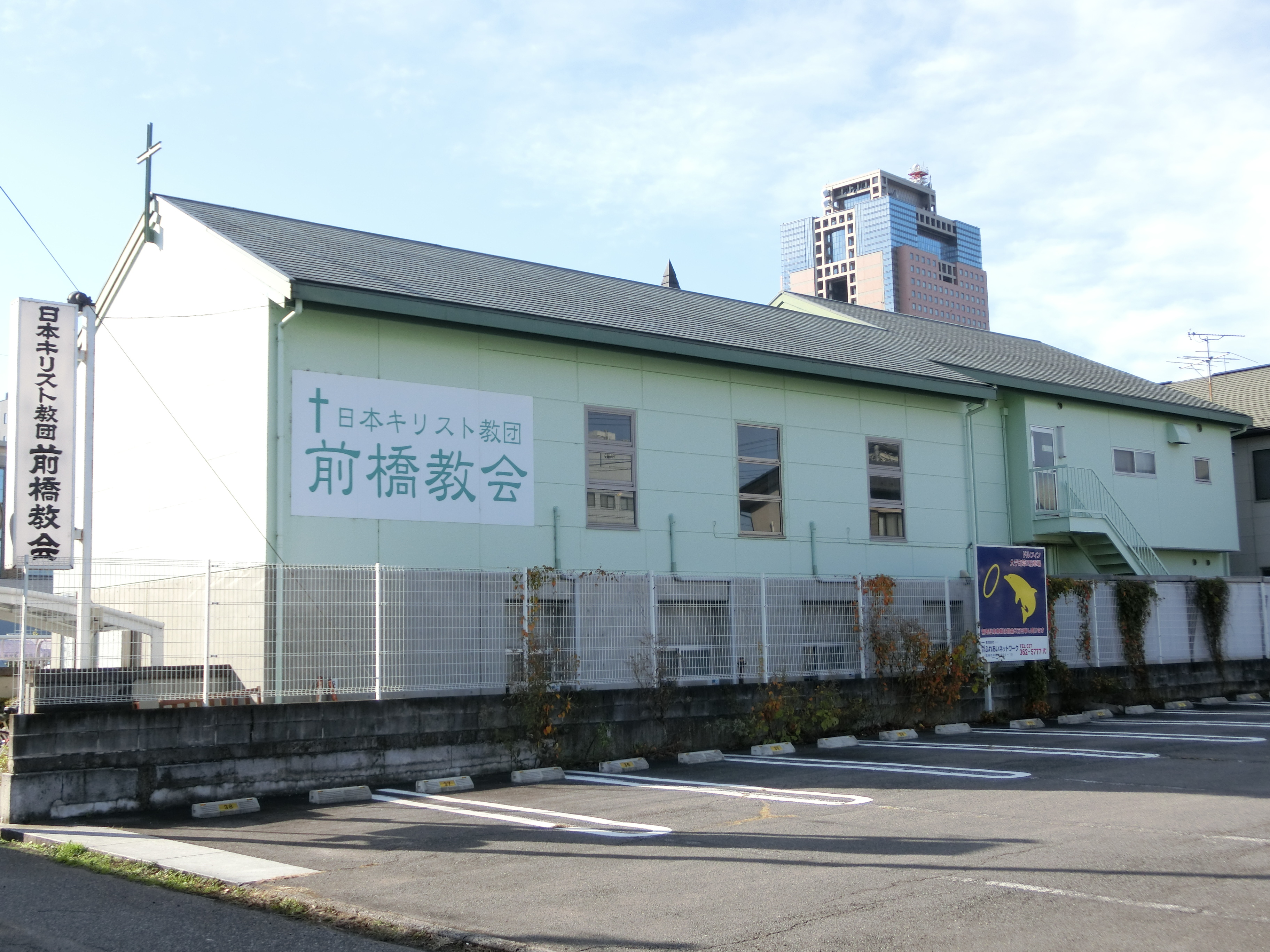
前橋教会

前橋教会（まえばしきょうかい）は、群馬県前橋市にある日本基督教団所属の教会である。
1879年、和田正幾、海老名弾正、蔵原惟郭らにより始まった。1884年に海老名弾正が安中教会から前橋に移ると教勢が伸びて、1885年に前橋市内の紺屋町に初めて会堂を建設し、翌年日本組合基督教会の前橋基督教会として独立した。海老名の後も同志社出身の牧師が就任し、アメリカン・ボードの宣教師らが支援した。
1888年に会員数が200名を超える。1895年には北曲輪町（前橋市大手町3丁目）に移転する。1910年に連合共進会で、前橋教会が伝道館、前橋ステーションの宣教師と共に、前橋英和女学校（共愛学園）、清心幼稚園の教育事業にあることになる。
1912年にはH・ペドレーの設計による木造2階建の会堂が建設される。
会堂は1945年の前橋空襲で全焼したが、1951年に星野経蔵らの努力により会堂が再建された。

## 歴代牧師
- 不破唯次郎
- 杉田潮
- 堀貞一
- 野口末彦
- 石川清
- 堀江弥八
- 桜井乾一郎
- 寺沢愛之